# Virtual Diva
«Virtual Diva» es una canción del cantante Don Omar. Es el primer sencillo desprendido de su tercer álbum de estudio iDon. La canción fue estrenada en octubre del 2008 en formato digital, combina sonidos electrónicos con reguetón y hip-hop.
Originalmente la canción fue presentada en noviembre de 2008, con un vídeo musical a cargo del director Carlos R. Pérez. Este videoclip se filmó en la ciudad de La Plata, Argentina y cuenta con la participación especial de la modelo Ingrid Grudke.
Para este film se requirió la ayuda especial del departamento de seguridad e inteligencia perteneciente a la Policía de la Provincia de Buenos Aires, ya que trata de una base científica.

## Canción
Denomina mucho el género dance y música electrónica, como también el hip hop. Fue producido por Diésel. «Virtual Diva» se interpretó por primera vez en la inauguración del programa E.S.L (English as a Second Language) del canal MTV Tr3s el 26 de febrero de 2009. También esta canción se interpretó en los Premios Billboard a la Música Latina 2009, y fue presentado por su amigo y actor Vin Diesel.
«Virtual Diva» también forma parte del soundtrack de la película Fast & Furious.  (cuarto filme de la saga). En esta película, Don Omar forma parte del elenco junto a Tego Calderón, entre otros raperos. además aparece en los Videojuegos Grand Theft Auto IV, Saints Row: The Third.

## Vídeo musical
El vídeo musical fue grabado en el barrio de Palermo, Ciudad De Buenos Aires, Argentina. Cuenta con la participación de la modelo Ingrid Grudke, quien encarna a una doctora que experimenta con humanos. Además, también utilizaron al Planetario Galileo Galilei como una base que llamaron «El Sistema I».
El cortometraje comienza con la introducción de «iDon», la canción «The Chosen», y aparece Don Omar viajando a de Buenos Aires en una motocicleta que es custodiada por seguridad. Al llegar a la base, se encuentra con la científica, quien lo revisa y lo somete a una operación para transformarlo en mitad-hombre, mitad-máquina. Al terminar la intro, Don Omar se levanta de la camilla y empieza a buscar a quien le hizo esto, y allí es donde comienza la canción «Virtual diva». El vídeo fue estrenado el 17 de marzo de 2009.

## Rendimiento comercial
El 9 de noviembre de 2009, Universal Music Argentina anunció que «Virtual Diva» había pasado las 10.000 descargas en el país,  por lo que fue certificado oro y platino en varios países.  La noticia fue dada directamente a Don Omar mientras realizaba una presentación en el programa Justo a tiempo. Posteriormente fue certificado como disco de platino.[cita requerida]

## Posicionamiento
| Listas (2008)                         | Posición máxima |
| ------------------------------------- | --------------- |
| U.S. Billboard Hot Latin Songs        | 1               |
| U.S. Billboard Latin Rhythm Airplay   | 1               |
| U.S. Billboard Latin Tropical Airplay | 1               |

## Certificaciones
| País      | Por             | Certificación | Ventas    |
| --------- | --------------- | ------------- | --------- |
| Argentina | Universal Music | Platino       | 2.000 000 |

## Versiones
- Bob Sinclair - World, Hold On (Children of the Sky)